# Сосновский, Василий Осипович
Василий Осипович (Иосифович) Сосновский (1836, Ромны — не ранее 1914) — русский государственный деятель, Смоленский губернатор.

## Биография
Происходил из дворян Полтавской губернии; родился в Ромнах 23 сентября 1836 года[по какому календарю?]. В 1858 году окончил курс медицинского факультета в университете Святого Владимира со степенью лекаря и 16 декабря вступил в службу младшим окружным врачом Полтавского и Константиновского округа. В 1862 году был назначен Харьковским окружным начальником, в следующем году назначен чиновником особых поручений для наблюдения за порядком в волостях Полтавской губернии. В том же году женился на знакомой ещё с гимназических времён, Елене Помпеевне Магеровской — дочери надворного советника, полтавского помещика, который дал ей приданое — 350 десятин земли. В 1866 году назначен младшим делопроизводителем в канцелярию учредительного комитета в Царство Польское. Затем назначен комиссаром Варшавской комиссии по крестьянским делам, в 1870 году назначен старшим делопроизводителем канцелярии учредительного комитета. В 1871 году назначен делопроизводителем временной комиссии по крестьянским делам в губерниях Царства Польского.
С 15 ноября 1878 года — вице-губернатор Полтавской губернии, в июле 1880 года был перемещён на ту же должность в Харьковскую губернию; 1 января 1882 года был произведён в действительные статские советники. Приказом министра внутренних дел 17 марта 1886 года он был назначен смоленским губернатором. Вместе с ним к новому месту службы переехали жена и дети: Иван, Екатерина, Елена. За короткое время он быстро вошёл в круг привычных обязанностей, освоился с новой губернией, которой управлял долгие годы. На посту смоленского губернатора он пробыл 16 лет (1886—1902 гг.) — больше, чем кто-либо из его предшественников; 1 января 1891 года был произведён в тайные советники. Во время его губернаторства по его инициативе был посажен сад, получивший название «Сосновский». При нём в Смоленской губернии было проведено первое обследование заводов с целью выявления вредных для здоровья рабочих воздействий производства и выработки впоследствии «обязательных постановлений» для фабрикантов; в ходе проверки было осмотрено 112 предприятий губернии, на которых числилось около 7500 человек. К двум железнодорожным линиям, пересекающим Смоленск (Рига — Орёл, Москва — Брест), в 1899 году добавилась Рязанско-Уральская железная дорога. Для обслуживания железных дорог, ремонта подвижного состава, путевого хозяйства строились соответствующие мастерские; прокладывались новые шоссейные дороги, ремонтировались старые, строились новые мосты через реки. В 1901 году городская дума «за заботу по устройству железного моста через реку Днепр, организацию общественной благотворительности и труды по обеспечению беднейшего населения врачебной помощью» присвоила В. О. Сосновскому звание почётного гражданина Смоленска.
8 февраля 1901 года В. О. Сосновский передал губернаторские полномочия М. М. Леонтьеву, а сам стал членом Совета министра внутренних дел.
Дата смерти неизвестна. По сохранившимся данным в 1913 году он жил в Санкт-Петербурге на 8 линии Васильевского острова, дом 19.

## Награды
- орден Св. Владимира 3-й ст. (1878)
- орден Св. Станислава 1-й ст. (885)
- орден Св. Анны 1-й ст. (1888)
- орден Св. Владимира 2-й ст.
- орден Белого орла
- медали: медаль за труды по устройству крестьян в Царстве Польском, медаль в память императора Александра III, медаль в память коронации 1896 г., медаль за перепись населения 1897 г.